# Melinda Clarke

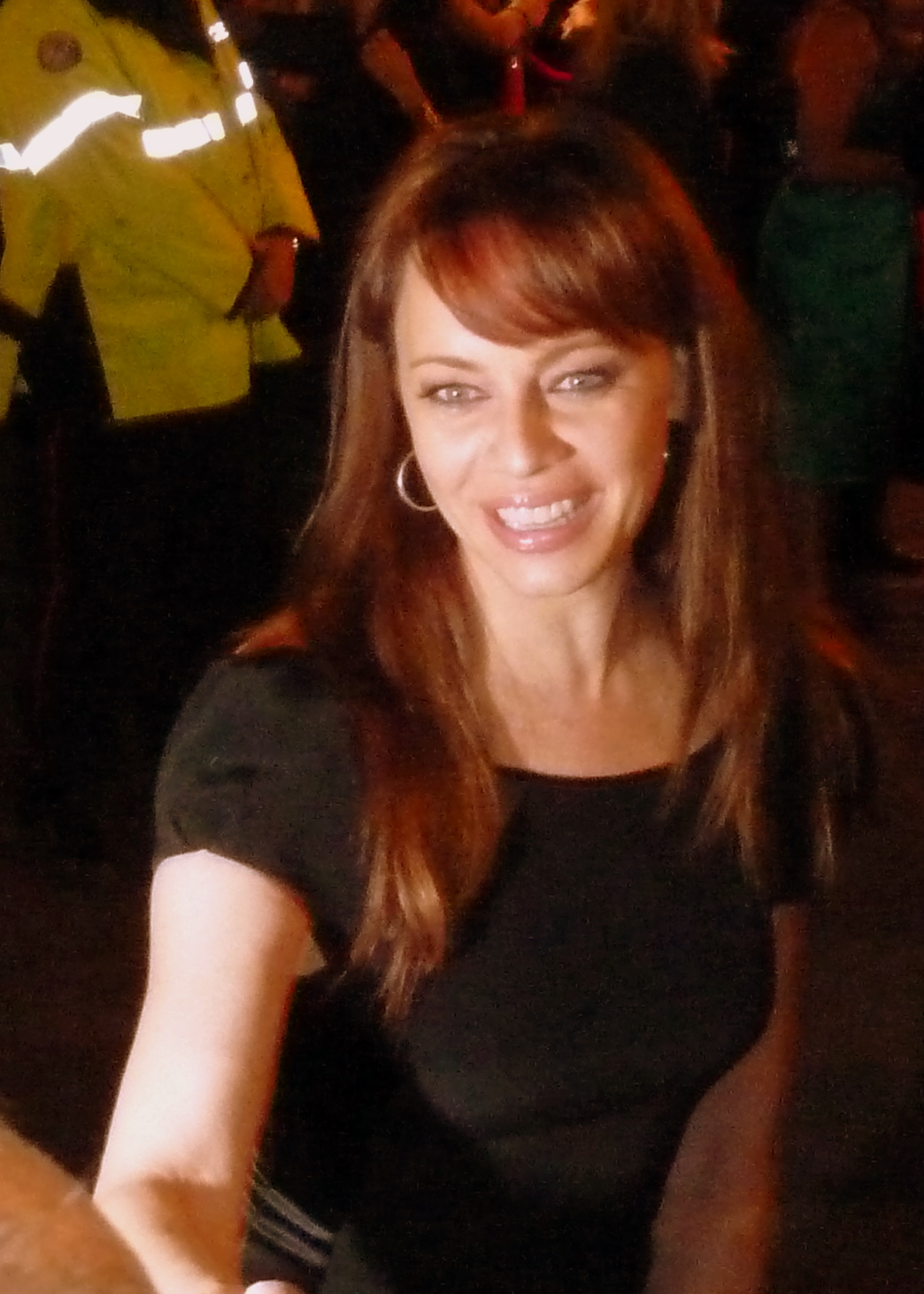
Melinda Clarke (2011)

Melinda Patrice „Mindy“ Clarke (* 24. April 1969 in Dana Point, Kalifornien) ist eine US-amerikanische Schauspielerin.

## Leben
Clarke spielte in einigen Fernsehserien und Kinofilmen mit und hatte mehrere Gastrollen in anderen Serien, so zum Beispiel in der Erfolgsserie CSI: Den Tätern auf der Spur als „Lady Heather“. Ihr Bekanntheitsgrad stieg, als sie in der US-amerikanischen Fernsehserie O.C., California die Rolle der „Julie Cooper“ übernahm.
Clarke lebt zusammen mit ihrem Ehemann Ernie Mirich und ihrer Tochter in Beverly Hills, Kalifornien.

## Filmografie (Auswahl)
- 1989–1990: Zeit der Sehnsucht (Days of Our Lives, Fernsehserie)
- 1992: Allein unter Nonnen (Hot Under the Collar)
- 1992: Out for Blood
- 1993: Young Goodman Brown
- 1993: Return of the Living Dead III
- 1994: Heaven Help Us (Fernsehserie, 13 Folgen)
- 1995: Two Moon – Im Rausch der Sinne (Return to Two Moon Junction)
- 1996: Nach eigenen Regeln (Mulholland Falls)
- 1996: Killer Tongue (La lengua asesina)
- 1997: Xena (Xena: Warrior Princess, Fernsehserie, zwei Folgen)
- 1997: Spawn
- 1997: Soldier of Fortune (Fernsehfilm)
- 1997: Sliders – Das Tor in eine fremde Dimension (Sliders, Fernsehserie, eine Folge)
- 1997–1999: Die Schattenkrieger (Soldier of Fortune, Inc., Fernsehserie, 37 Folgen)
- 1997/2000: Nash Bridges (Fernsehserie, zwei Folgen)
- 2001: Star Trek: Enterprise (Enterprise, Fernsehserie, Pilotfilm)
- 2001–2011: CSI: Den Tätern auf der Spur (CSI: Crime Scene Investigation, Fernsehserie, sechs Folgen)
- 2002: Explosiv – Der Tod wartet nicht (Dynamite)
- 2002: Charmed – Zauberhafte Hexen (Charmed, Fernsehserie, Folge: Sirenengesang)
- 2002: Everwood (Fernsehserie, eine Folge)
- 2002–2003: The District – Einsatz in Washington (The District, Fernsehserie, fünf Folgen)
- 2003: Firefly – Der Aufbruch der Serenity (Firefly, Fernsehserie, eine Folge)
- 2003: Animatrix (The Animatrix, Stimme)
- 2003–2007: O.C., California (The O.C., Fernsehserie, 86 Folgen)
- 2005–2011: Entourage (Fernsehserie, sechs Folgen)
- 2007: Reaper – Ein teuflischer Job (Reaper, Fernsehserie, eine Folge)
- 2008: Chuck (Fernsehserie, eine Folge)
- 2008–2009: Eli Stone (Fernsehserie, drei Folgen)
- 2010, 2017: Vampire Diaries (The Vampire Diaries, Fernsehserie, 5 Folgen)
- 2010: Ghost Whisperer – Stimmen aus dem Jenseits (Ghost Whisperer, Fernsehserie, eine Folge)
- 2010–2013: Nikita (Fernsehserie, 55 Folgen)
- 2013: Vegas (Fernsehserie, vier Folgen)
- 2014: Dallas (Fernsehserie, Folge 3x12)
- 2016: Gotham (Fernsehserie, drei Folgen)
- 2018: Swedish Dicks (Fernsehserie, eine Folge)
- 2023: Fantasy Island (Fernsehserie, eine Folge)